# Engelse melange

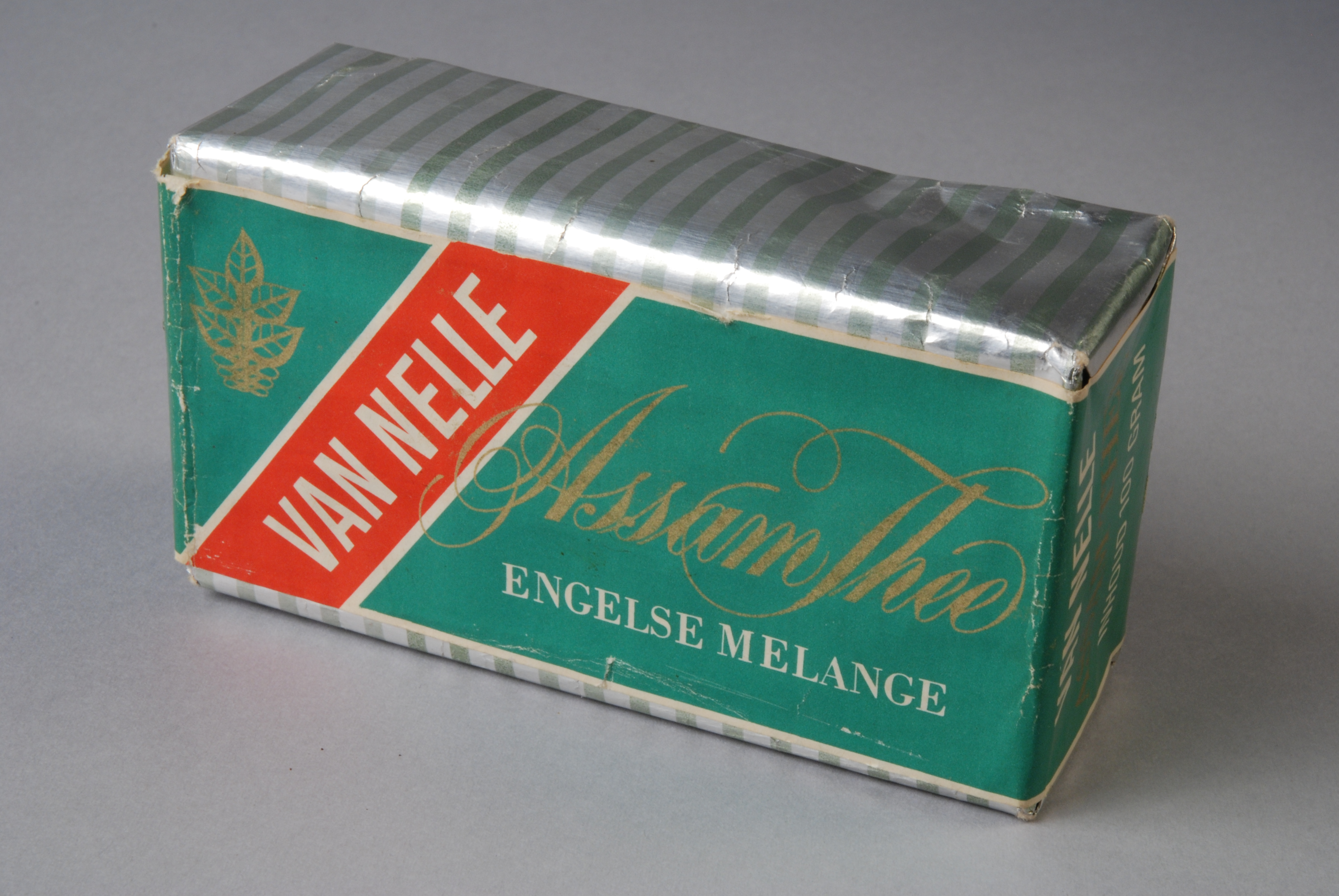
Engelse melange

Engelse melange (of English breakfast) is een mengsel van verschillende theesoorten.
De naam van deze thee heeft eigenlijk niets te maken met Engeland; het is vaak een melange van Assam en Ceylon. Door de sterke, volle smaak is het een populaire thee in Nederland. Deze thee wordt voornamelijk Engelse thee genoemd, omdat de Engelsen deze veel drinken tijdens hun zogenoemde afternoon tea. De thee heeft een donkere, dieprode kleur.